# Коробов, Николай (певец)
Николай Максимович Ко́робов (род. 14 декабря 2004) — российский певец, телеведущий, блогер. Пятикратный номинант премии Kinder Muz Awards 2017. Ведущий и единственный ребёнок-номинант на премию телеканала RU-TV
Ведущий программы Stars Girls на телеканале Жара. С 2020 года является ведущим собственной авторской программы на канале EuropaPlusTV — Happy Hit Non Stop.

## Биография
Николай Коробов родился 14 декабря 2004 года.
В 2015 году мальчик заявил о себе в ток-шоу «До звезды», после чего получил приглашение вести хит-парад «Junior Chart» на канале Russian Music Box. В этом же году у исполнителя вышла песня «Маленькие боссы», в клипе которой снялся Дмитрий Харатьян.
В 2016 году совместно с Алексеем Воробьёвым была записана песня «Ямайка» на которую также был снят клип. В 2017 году песня была номинирована на премию RU.TV в номинации «Лучший дуэт». В этом же году у музыкантов выходит совместная песня «Будем танцевать».
В 2018 году вышла песня «Я попал», на которую режиссёром Алексеем Воробьёвым был снят клип (чарт iTunes (4-е место). В этом же году у исполнителя выходят треки «I Want to Be the First» и «Найди меня»(чарт iTunes (10-е место)). По версии телеканала Жара стал «Лучшим ведущим 2018 года» за программу «S.T.A.R.S GIRLS с Колей Коробовым и Алексеем Воробьевым».
В 2019 году в свет выходит песня «Недотрога» (чарт iTunes (4-е место). В апреле этого же года вышел клип «Моя планета», а позже выпускает видеоклипы на песни «Алла» и «Give Me A Reason». В этом же году выпустил сингл «Не отпускай». Также в 2019 году выступил на сцене Государственного Кремлёвского Дворца на большом вечере поэта Михаила Андреева, где исполнил песню «Мама», посвящённую 75-летию великой победы.
В 2020 году Коля Коробов при поддержке Министерства социального развития Московской области организовал благотворительный концерт в котором приняли участие: Виктория Дайнеко, Группа Фабрика, Quest Pistols Show, ЮрКисс, ВладиМир, ANIVAR, Дэя и другие. В этом же году выпустил два трека под названием «Моя любовь не спит» и «Девочка моя».
В 2021 году выпустил клип на трек «Девочка моя», в съёмках которого приняла участие чирлидинг-команда ПБК ЦСКА. В этом же году занял 1-е место на конкурсе «9 мая — день Великой Победы», проводимом в честь 76-й годовщины победы в Великой Отечественной войне автономной некоммерческой организацией «Научно-образовательный центр педагогических проектов».

## Дискография

### Синглы
| Год  | Название                                      |
| ---- | --------------------------------------------- |
| 2015 | «Маленькие боссы»                             |
| 2016 | «Ямайка» (при уч. Алексей Воробьёв)           |
| 2017 | «Будем танцевать» (при уч. Алексея Воробьёва) |
| 2018 | «Я попал…»                                    |
| 2018 | «I wanna be the first»                        |
| 2019 | «Найди меня»                                  |
| 2019 | «Недотрога»                                   |
| 2019 | «Моя планета» (при уч. Алексея Воробьёва)     |
| 2019 | «Не отпускай»                                 |
| 2019 | «Алла» (при уч. Алексея Воробьёва)            |
| 2019 | «Мама»                                        |
| 2019 | «Give Me A Reason»                            |
| 2020 | «Моя любовь не спит»                          |
| 2021 | «Девочка моя»                                 |

## Видеография

### Клипы
| Год  | Название                                          | Режиссёр         |
| ---- | ------------------------------------------------- | ---------------- |
| 2015 | «Маленькие боссы»                                 | Алексей Воробьёв |
| 2016 | «Ямайка» (при уч. Алексей Воробьёв)               | Алексей Воробьёв |
| 2017 | «Будем танцевать» (при участии Алексея Воробьёва) | Алексей Воробьёв |
| 2018 | «Я попал…»                                        | Алексей Воробьёв |
| 2019 | «Моя планета» (при участии Алексея Воробьёва)     | Алексей Воробьёв |
| 2019 | «Алла» (при участии Алексея Воробьёва)            | Алексей Воробьёв |
| 2019 | «Give Me A Reason»                                | Алексей Воробьёв |
| 2021 | «Девочка моя»                                     | Евгений Курицын  |

## Награды и номинации
| Год  | Премия                      | Номинация          | Результат | Ист.   |
| ---- | --------------------------- | ------------------ | --------- | ------ |
| 2017 | Премия RU.TV 2017           | Дуэт года          | Номинация | [ 16 ] |
| 2018 | Жара (по версии телеканала) | Лучший ведущий     | Победа    | [ 17 ] |
| 2018 | Kinder Muz Awards           | Лучший исполнитель | Номинация | [ 18 ] |